# 아마파주
아마파주(브라질 포르투갈어: Estado do Amapá)는 브라질의 주이다.

## 지리
대서양 연안에 위치하며 파라 주와 이웃하고 있으며, 수리남, 프랑스령 기아나와 국경을 접하고 있다.

## 역사
네덜란드와 영국이 이 지역을 차지하기도 했으며, 프랑스도 이 지역의 영유권을 주장하기도 하였으나, 결국 포르투갈령이 되었으며, 브라질이 독립한 후 처음에는 파라 주의 일부였다. 1943년 정부 직할 준주가 되었다가 마침내 1990년 브라질 연방을 구성하는 정식 주로 승격되었다.

## 주요 도시
- 마카파

## 인구
| 연도    | 인구    | ±%     |
| ------- | ------- | ------ |
| 1950    | 37,477  | —      |
| 1960    | 68,889  | +83.8% |
| 1970    | 116,480 | +69.1% |
| 1980    | 180,078 | +54.6% |
| 1991    | 288,690 | +60.3% |
| 2000    | 477,032 | +65.2% |
| 2010    | 669,526 | +40.4% |
| 2022    | 733,759 | +9.6%  |
| Source: |         |        |

## 같이 보기
- 브라질